# كاستروبول (بلد الوليد)
كاستروبول (بالإسبانية: Castrobol)‏ هي قرية في بلد الوليد، قشتالة وليون، إسبانيا. تغطي البلدية مساحة 16.91 كيلومتر مربع (6.53 ميل مربع) واعتبارًا من عام 2011 كان عدد سكانها 75 شخصًا.